# جایزه بزرگ ایالات متحده ۲۰۱۵
جایزه بزرگ ایالات متحده ۲۰۱۵ (انگلیسی: ‎2015 United States Grand Prix‎) یک مسابقهٔ موتوری در رشتهٔ اتومبیل‌رانی فرمول یک بود که در تاریخ ۲۵ اکتبر ۲۰۱۵ در پیست امریکاس واقع در آستین، تگزاس، ایالات متحده آمریکا برگزار شد. این گراند پری در میان ۱۹ گراند پری در فصل ۲۰۱۵، مسابقهٔ شمارهٔ ۱۶ بود.
در این مسابقه که در ۵۶ دور و به مسافت ۳۰۸٫۴۰۵ کیلومتر (۱۹۱٫۶۳۴ مایل) برگزار شد، پول پوزیشن توسط نیکو رزبرگ کسب شد و سریع‌ترین زمان برای طی یک دور پیست که برابر با ۱:۴۰٫۶۶۶ بود نیز توسط نیکو رزبرگ به ثبت رسید.
لوئیز همیلتون از تیم مرسدس، نیکو رزبرگ از تیم مرسدس و سباستیان فتل از تیم فراری به‌ترتیب مقام‌های اول تا سوم مسابقه را کسب کردند.

## رده‌بندی قهرمانی پس از مسابقه
|       | جایگاه | راننده        | امتیاز |
| ----- | ------ | ------------- | ------ |
|       | ۱      | لوئیز همیلتون | ۳۲۷    |
|       | ۲      | سباستیان فتل  | ۲۵۱    |
|       | ۳      | نیکو رزبرگ    | ۲۴۷    |
|       | ۴      | کیمی رایکونن  | ۱۲۳    |
|       | ۵      | والتری بوتاس  | ۱۱۱    |
| منبع: |        |               |        |

|       | جایگاه | سازنده            | امتیاز |
| ----- | ------ | ----------------- | ------ |
|       | ۱      | مرسدس             | ۵۷۴    |
|       | ۲      | فراری             | ۳۷۴    |
|       | ۳      | ویلیامز-مرسدس     | ۲۲۰    |
|       | ۴      | رد بول ریسینگ-رنو | ۱۵۰    |
|       | ۵      | فورس ایندیا-مرسدس | ۱۰۲    |
| منبع: |        |                   |        |

یادداشت
- تنها پنج جایگاه نخست از هر رده‌بندی نمایش داده شده‌است.